# UMTS Terrestrial Radio Access Network
UMTS Terrestrial Radio Access Network (UTRAN) presenta una arquitectura en la qual es descriuen tres elements principalment, la UE o equip d'usuari, UTRAN (UMTS Terrestrial Radio Access Network) i la xarxa central (Core Network).
UTRAN permet als equips d'usuari accedir al nucli de la xarxa d'UMTS, una de les principals xarxes de comunicacions mòbils sense fils de tercera generació (3G).
El sistema UTRAN ha estat desenvolupat per assolir altes velocitats de transmissió. Nous tipus de transferència de dades i algorismes ajuden a assolir aquesta velocitat.
En UTRAN, l'accés al nucli de xarxa de UMTS es realitza via ràdio, a través d'una sèrie d'elements de xarxa interconnectats entre si i amb el nucli de xarxa amb interfícies de transport terrestres. La interfícieUues troba entre el UE i la xarxa UTRAN, i entre la xarxa UTRAN i la xarxa central o Core Network es troba la interfície lu. La interfície entre el UE i la xarxa UTRAN és la tecnologia WCDMA, és a dir, la connexió entre l'equip d'usuari i la xarxa d'accés de ràdio per UMTS és mitjançant la tecnologia WCDMA.
A més de l'accés ràdio mitjançant UTRAN, UMTS permet també la utilització d'una xarxa d'accés ràdio via satèl·lit.
La xarxa UTRAN està formada de diversos elements, entre els quals es troben els RNC (Ràdio Network Controller) que s'encarreguen de controlar la xarxa d'accés ràdio i els Node B corresponen a les estacions base on se situen les antenes i elements de transmissió ràdio. Tots dos elements junts formen el RNS (Ràdio Network Subsystem) un conjunt de subsitemas de ràdio, la manera de comunicació de la xarxa UMTS.
Les interfícies internes de UTRAN inclouen la interfície lub la qual es troba entre el Node B i el RNC i la interfície lur que connecta els RNC entre si.

## Arquitectura

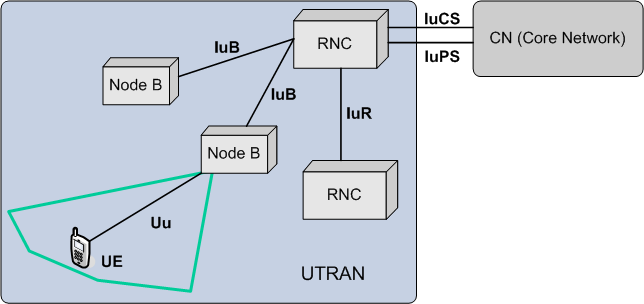
Arquitectura UTRAN

La tecnologia UTRAN està formada per diverses capes totalment independents unes de les altres, això facilitaria en un futur una possible modificació d'una part d'aquesta tecnologia sense necessitat de tornar a crear una altra de nou, només n'hi hauria prou amb modificar algunes de les seves capes. Els seus elements són els següents:

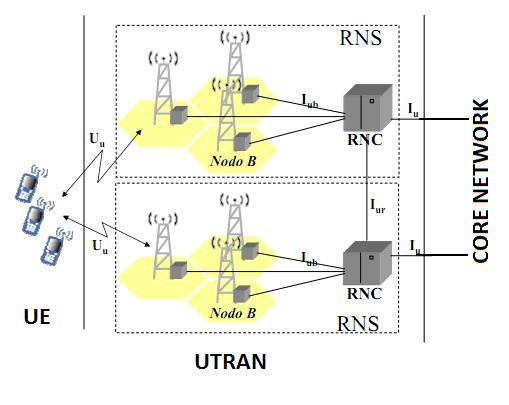
Esquema de UTRAN amb parts diferenciades

### Equip d'usuari (UE)
L'equip d'usuari o UE, també anomenat mòbil, és l'equip que l'usuari comporta per aconseguir la comunicació amb una estació base en el moment que ho desitgi i el lloc on hi hagi cobertura. Aquest pot variar en la seva grandària i forma, però ha d'estar preparat per suportar l'estàndard i els protocols pels quals va ser dissenyat.

### Interfície Uu
La interfície Uu es troba entre l'equip d'usuari i la xarxa UTRAN.

### RNC (Radio Network Controller)
L'RNC controla a un o diversos Nodes B. El RNC es connecta amb el MSC mitjançant la interfícieluCSo amb un SGSN mitjançant la interfícieluPs. La interfície entre dos RNC's és la interfícielurper tant una connexió directa entre ells no cal que
existeixi. Si comparem l'RNC amb la xarxa de GSM (Groupe spécial mobile), aquest és comparable amb el BTS (Base
Station Controller). Algunes de les funcions executades per RNC són:
- Manejar els recursos de transport de la interfície lu.
- Maneig de la informació del sistema i dels horaris de la informació del sistema.
- Maneig de trànsit en els canals comuns.
- Combinació en la Macro diversitat i divisió de les trames de dades transferides sobre molts Nodes B.
- Assignació de codis de canalització a l'enllaç de baixada.
- Control d'admissió.
- Maneig del trànsit en els canals compartits.

### Node B
El node B crea, manté, i envia un enllaç de ràdio en cooperació amb el terminal. És a dir, és el component responsable de la transmissió i recepció ràdio entre el terminal mòbil i una o més cel·les UMTS.
- Algunes de les funcions executades per Node B són:
- Transmissió dels missatges d'informació del sistema d'acord amb l'horari determinat pel RNC.
- Reportar els mesuraments de la interferència a l'enllaç de pujada i la informació de la potència a l'enllaç de baixada.
- Combinació per a la Macro diversitat i divisió de les trames de dades internes al Node B.

### Interfície lu
Aquesta interfície connecta a la xarxa central amb la xarxa d'accés de ràdio de UMTS. És la interfície central i la més important per al concepte de 3GPP. La interfícielupot tenir dos diferents instàncies físiques per connectar a dos diferents elements de la xarxa central, tot depenent si es tracta d'una xarxa basada en commutació de circuits o basada en commutació de paquets. En el primer cas, és la interfícielu-CSla que serveix d'enllaç entre UTRAN i el MSC, i és la interfícielu-PSl'encarregada de connectar a la xarxa d'accés de ràdio amb el SGSN de la xarxa central.

### Xarxa Central (Core Network)
La xarxa central es forma per diversos elements, els dos de més interès són el MSC, peça central en una xarxa basada en commutació de circuits i el SGSN, peça central en una xarxa basada en commutació de paquets.

### MSC (Mobile Switching Center)
Com ja es va esmentar, el MSC és la peça central d'una xarxa basada en la commutació de circuits. El mateix MSC és usat tant pel sistema GSM com per UMTS, és a dir, la BSS (Base Station subsystem) de GSM i el RNS de UTRAN es poden connectar amb el mateix MSC. Això és possible, ja que un dels objectius del 3GPP va ser connectar a la xarxa UTRAN amb la xarxa central de GSM/GPRS. El MSC té diferents interfícies per connectar amb la xarxa PSTN, amb el SGSN i amb altres MSC 's.
En el MSC es realitza l'última etapa del MM (Mobility Management) i del CM (Connection Management) en el protocol de la interfície aèria, així que el MSC ha encarregar-se de la direcció d'aquests protocols o delegar la responsabilitat a qualsevol altre element de la xarxa central. També s'encarrega de la veu, de la coordinació en l'organització de les trucades de tot mòbil en la jurisdicció d'un MSC, de col·lectar les dades per al centre de facturació i control i operació de la cancel·lació de l'eco entre d'altres.

### SGSN (Serving GPRS Support Node)
El SGSN és la peça central en una xarxa basada en la commutació de paquets. El SGSN es connecta amb UTRAN mitjançant la interfícielu-PSi amb el GSM-BSS mitjançant la interfície Gb El SGSN conté la informació de subscripció, el IMSI (International Mobile Subscriber Identity), la informació d'ubicació i l'àrea en la qual el mòbil està registrat entre altres informacions.